# Équipe d'Afghanistan de football
Cet article traite de l'équipe masculine. Pour l'équipe féminine, voir Équipe d'Afghanistan féminine de football.
Maillots
Actualités
L'équipe d'Afghanistan de football (persan : تیمملی فوتبال افغانستان, pachto:دافغانستان ملی فوتبال تیم) regroupe les meilleurs joueurs afghans sous l'égide de la Fédération d'Afghanistan de football.

## Histoire
L'histoire de l'équipe nationale est aussi tourmentée que celle du pays.
Jusqu'à la fin des années 1970, l'Afghanistan participe aux compétitions de football. En 1976, lors d'un match célèbre, l'Afghanistan réussit à battre à Kaboul le Pakistan. Le capitaine et buteur est Ali Askar Lali. En 1980, l'Afghanistan est envahi par l'Armée rouge. Les pays occidentaux en représailles boycottent les Jeux Olympiques qui se tiennent la même année à Moscou. En manque d'équipe, les soviétiques invitent alors l'équipe nationale afghane à y participer. Les joueurs refuseront et se réfugieront en Allemagne. Tous regroupés près de Dortmund, ils joueront désormais pour un petit club de la banlieue de cette ville. Suivront en Afghanistan, une période de guerre de résistance contre les soviétiques. 
Une équipe nationale est malgré tout reconstituée, elle participe en septembre 1984 aux Jeux asiatiques en Chine. Après le départ des soviétiques en 1989, le pays est déchiré par une violente guerre civile empêchant toute pratique du football, puis est suivi par le régime intégriste taliban qui même s'il tolère le football (en pantalon !) ne permet pas à l'équipe nationale de se reconstituer. À la chute de ces derniers, la fédération afghane de football renaît mais sans ressource. 
L'équipe nationale est reconstituée et jouera plusieurs matchs entre 2002 et 2004 dans les compétitions continentales avec 3 très lourdes défaites pour son retour à la compétition dans les Jeux asiatiques en Corée du Sud en 2002. Le 16 avril 2004, lors d'un match de bienfaisance en Italie contre Vérone (série B), plusieurs joueurs s'enfuient. À la suite de cet épisode et diverses autres difficultés, l'équipe nationale est démantelée. Ali Askar Lali revient en 2004 en Afghanistan et avec un entraîneur mis à disposition par la fédération allemande de football reconstitue une équipe nationale multi-ethnique mais quasiment sans moyen, même pas un terrain correct d'entraînement. Il arrive néanmoins à organiser un retour à la compétition de l'équipe nationale à Karachi pour le championnat d'Asie du sud en décembre 2005 : défaite contre les Maldives (1-9) et contre le Pakistan (0-1) mais victoire contre le Sri Lanka (2-1).
Le 11 septembre 2013, l'Afghanistan remporte le championnat d'Asie du Sud 2013. Ils s'imposent en finale contre l'Inde sur le score de deux buts à zéro.
En 2015, l'Afghanistan quitte la Fédération d'Asie du Sud de football et rejoint la nouvelle Fédération de football d'Asie centrale (CAFA).
Hummel a été l'équipementier de 2009 à 2018 et Peak Sport l'a remplacé depuis 2019.
L'Afghanistan est éliminée en phase de poules de la première édition de la Coupe d'Asie centrale des nations de football en juin 2023.

## Stade

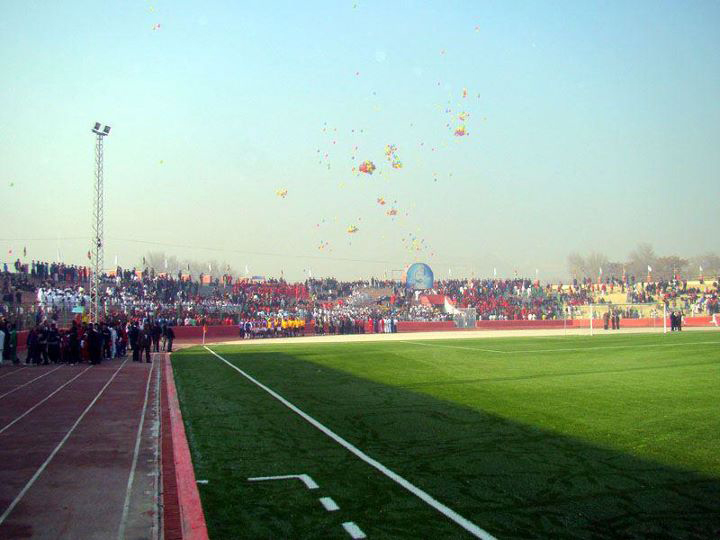
Le stade Ghazi

Le Stade Ghazi est le stade des rencontres à domicile de l'Afghanistan. Situé à Kaboul, il est construit sous le règne de Amanullah Khan en 1923, le stade a une capacité de 25 000 personnes[réf. nécessaire].
Il accueillera son premier match de football depuis 2003 le 23 août 2013 à l’occasion d'un match amical Afghanistan-Pakistan[réf. nécessaire].

## Palmarès
| Compétitions mondiales | Compétitions asiatiques (AFC)    | Autres compétitions                                                             |
| ---------------------- | -------------------------------- | ------------------------------------------------------------------------------- |
| Néant                  | - AFC Challenge Cup - 4e en 2014 | - Championnat d'Asie du Sud (1) - Vainqueur en 2013 - Finaliste en 2011 et 2015 |

### Parcours enCoupe du monde
| 1930 | Non inscrite | 1974 | Non inscrite      | 2010 | Tour préliminaire |
| 1934 | Non inscrite | 1978 | Non inscrite      | 2014 | Tour préliminaire |
| 1938 | Non inscrite | 1982 | Non inscrite      | 2018 | Tour préliminaire |
| 1950 | Non inscrite | 1986 | Non inscrite      | 2022 | Tour préliminaire |
| 1954 | Non inscrite | 1990 | Non inscrite      | 2026 | Tour préliminaire |
| 1958 | Non inscrite | 1994 | Non inscrite      | 2030 | À venir           |
| 1962 | Non inscrite | 1998 | Non inscrite      | 2034 | À venir           |
| 1966 | Non inscrite | 2002 | Non inscrite      |      |                   |
| 1970 | Non inscrite | 2006 | Tour préliminaire |      |                   |

### Parcours enCoupe d'Asie des nations
| 1956 | Forfait           | 1984 | Tour préliminaire | 2011 | Tour préliminaire      |
| 1960 | Non inscrite      | 1988 | Non inscrite      | 2015 | Tour préliminaire      |
| 1964 | Non inscrite      | 1992 | Non inscrite      | 2019 | Tour préliminaire      |
| 1968 | Non inscrite      | 1996 | Non inscrite      | 2023 | Tour préliminaire      |
| 1972 | Non inscrite      | 2000 | Non inscrite      | 2027 | Éliminatoires en cours |
| 1976 | Tour préliminaire | 2004 | Tour préliminaire |      |                        |
| 1980 | Tour préliminaire | 2007 | Non inscrite      |      |                        |

### Parcours enChampionnat d'Asie du Sud
L'Afghanistan rejoint la SAFF à partir de 2005 mais fut invité à l'édition de 2003 et la quitte pour la CAFA en 2015.

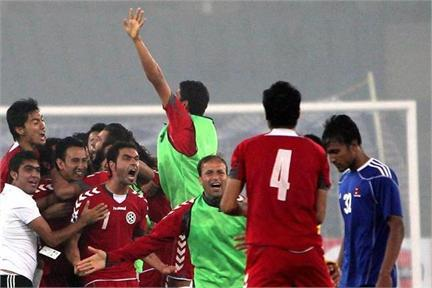
Les joueurs célèbrent après avoir remporté leur match lors de la demi-finale de 2011 contre le Népal.

| Année | Position  |
| ----- | --------- |
| 2003  | 1er tour  |
| 2005  | 1er tour  |
| 2008  | 1er tour  |
| 2009  | 1er tour  |
| 2011  | Finaliste |
| 2013  | Vainqueur |
| 2015  | Finaliste |

### Parcours enAFC Challenge Cup
| Année | Position          |
| ----- | ----------------- |
| 2006  | 1er tour          |
| 2008  | 1er tour          |
| 2010  | Forfait           |
| 2012  | Tour préliminaire |
| 2014  | 4e                |

## Statistiques individuelles
| Rang | Joueur               | Carrière  | Capes |
| ---- | -------------------- | --------- | ----- |
| 1    | Zohib Islam Amiri    | 2005-2024 | 71    |
| 2    | Faysal Shayesteh     | 2014-     | 59    |
| 3    | Ovays Azizi          | 2015-     | 44    |
| 4    | Omid Popalzay        | 2015-     | 42    |
| 5    | Abassin Alikhil      | 2011-     | 41    |
| 6    | Mustafa Hadid        | 2009-2018 | 39    |
| 7    | Djelaludin Sharityar | 2007-2015 | 38    |

| Rang | Joueur                | Carrière  | Buts |
| ---- | --------------------- | --------- | ---- |
| 1    | Faysal Shayesteh      | 2014-     | 10   |
| 2    | Balal Arezou          | 2011-     | 9    |
| 3    | Khaibar Amani         | 2015-2019 | 7    |
| 4    | Omid Popalzay         | 2015-     | 6    |
| 4    | Zohib Islam Amiri     | 2005-2024 | 6    |
| 4    | Sandjar Ahmadi        | 2011-2015 | 6    |
| 7    | Hashmatullah Barakzai | 2007-2014 | 5    |
| 7    | Zubayr Amiri          | 2011-     | 5    |

## Chronologie des sélectionneurs
Le tableau suivant représente la liste des sélectionneurs de l'équipe d'Afghanistan depuis 1978.

## Classement FIFA
| Année              | 2003 | 2004 | 2005 | 2006 | 2007 | 2008 | 2009 |
| ------------------ | ---- | ---- | ---- | ---- | ---- | ---- | ---- |
| Classement mondial | 196  | 200  | 189  | 180  | 191  | 183  | 193  |
| Classement en Asie | 44   | 44   | 40   | 41   | 43   | 41   | 44   |

| Année              | 2010 | 2011 | 2012 | 2013 | 2014 | 2015 | 2016 | 2017 | 2018 | 2019 | 2020 | 2021 | 2022 | 2023 | 2024 |
| ------------------ | ---- | ---- | ---- | ---- | ---- | ---- | ---- | ---- | ---- | ---- | ---- | ---- | ---- | ---- | ---- |
| Classement mondial | 195  | 177  | 186  | 140  | 143  | 150  | 146  | 148  | 147  | 149  | 150  | 149  | 155  | 158  | 156  |
| Classement en Asie | 43   | 38   | 41   | 23   | 23   | 27   | 25   | 29   | 29   | 32   | 30   | 27   | 30   | 32   | 29   |

| Légende du classement mondial : Légende du classement asiatique : | - de 1 à 49 - de 1 à 9 | - de 50 à 99 - de 10 à 29 | - de 100 à 211 - de 30 à 46 |